# Leipoanema ellisi
Leipoanema ellisi ist eine Art der Spulwürmer und einziger Vertreter der Gattung Leipoanema und diese wiederum die einzige in der Unterfamilie Leipoanematinae. Sie ist ein Parasit beim Thermometerhuhn.

## Merkmale
Charakteristika der Unterfamilie und Gattung sind, dass die peripheren und radialen Lappen des Pharynx unvollständig getrennt sind und die chordalen Lappen halbkreisförmig, einfach und in Form einer Helix gewunden sind. Die Mundöffnung ist dreieckig, die drei Lippen sind vom Körper durch Gruben abgegrenzt.
Jede Lippe von Leipoanema ellisi trägt zwei Papillen mit einem kleinen hervorstehendem Gebilde, das nur von vorn sichtbar ist. Die Mundhöhle ist weiter als die Mundöffnung, etwa 1 mm lang und an der Basis mit drei abgerundeten Zähnen besetzt. Der Ösophagus ist bei Männchen 1,5 mm lang, bei Weibchen 1,7 bsi 1,9 mm. Die Ausscheidungspore liegt bei Weibchen 0,8 mm hinter dem Vorderende, der Nervenring bei Männchen 0,28 mm hinter dem Vorderende.
Männchen sind 12 bis 15 mm lang. Die Kaudalflügel sind sehr schmal. Das Zentrum des Genitalsaugnapfs liegt 1,2 mm, die Kloake 0,35 mm vor dem abgerundeten Schwanzende. Die Schwanzpapillen sind in drei Gruppen angeordnet, ein Paar nahe des Genitalsaugnapfs, drei Paare vor der Kloake, zwei Paare dahinter und vier Paare nahe der Schwanzspitze. Die beiden Spicula sind mit 2,1 mm etwa gleich lang, das trogförmige Gubernaculum ist 0,15 mm lang.
Weibchen sind 25 bis 30 mm lang, der sich verjüngende Schwanz 1,4 mm. Die Vulva liegt vor der Körpermitte. Die eier sind dickschalig und annähernd rund mit einem Durchmesser von 63 µm.